# Kreis Rendsburg-Eckernförde
Kreis Rendsburg-Eckernförde (danska:Rendsborg-Egernførde amt) är den till ytan största Landkreisen i det tyska förbundslandet Schleswig-Holstein med Rendsburg som huvudort. Här bor 272 981 människor (juni 2005). Bilarna har RD på nummerskyltarna.

## Geografi
Kreis Rendsburg-Eckernförde gränsar i väster till Kreis Dithmarschen, i norr Kreis Schleswig-Flensburg, i nordöst Östersjön, i öster den kreisfria staden Kiel, Kreis Plön och den kreisfria staden Neumünster und i söder till Kreis Segeberg och Kreis Steinburg.

## Historia
Kreis Rendsburg-Eckernförde kom till 1970 efter sammanslagningen av Kreis Rendsburg och Kreis Eckernförde.

## Administrativ indelning
I förvaltningsrättslig mening finns i modern tid ingen skillnad mellan begreppet Stadt (stad) gentemot Gemeinde (kommun). 

### Amtsfria städer och kommuner
| - Altenholz - Büdelsdorf (stad) | - Eckernförde (stad) - Kronshagen | - Rendsburg (stad) - Wasbek |

### Amt i Kreis Rendsburg-Eckernförde
| - Amt Achterwehr - Amt Bordesholm - Amt Dänischenhagen - Amt Dänischer Wohld - Amt Eiderkanal | - Amt Flintbek - Amt Fockbek - Amt Hohner Harde - Amt Hüttener Berge - Amt Jevenstedt | - Amt Mittelholstein - Amt Molfsee - Amt Nortorfer Land - Amt Schlei-Ostsee |

## Sevärdheter
- Schleswig-Holsteins friluftsmuseum